# Caspar Augspurger
Caspar Augspurger (* 16. Juli 1576 in Nördlingen; † 30. März 1636 in Dresden) war ein deutscher Unternehmer, der hauptsächlich als Buchhändler tätig war.

## Leben
Der aus Schwaben stammende Augspurger ließ sich zunächst in Prag im Königreich Böhmen als Unternehmer nieder und handelte dort hauptsächlich mit Büchern. Er erlebte den Prager Fenstersturz und flüchtete aus Prag aufgrund der Protestantenverfolgung in Böhmen im Jahre 1625 nach Dresden, wo er das Bürgerrecht erwarb und als Drucker, Verleger und Buchhändler arbeitete.
Caspar Augspurger starb am 30. März 1636 in Dresden und wurde am 4. April in der dortigen Frauenkirche beigesetzt. Die aus diesem Anlass vom Diakon und Magister Johann Lucius (1590–1652) aus Dresden gehaltene Leichenpredigt erschien bei Friedrich Lankischs Erben in Leipzig in Druck. Zahlreiche Freunde und Weggefährten von Caspar Augspurger hatten Trauergedichte verfasst, die als Anhang dieser Druckschrift beigegeben worden sind.

## Familie
Er hinterließ die Witwe Anna Maria geborene Rose und folgende vier Kinder: Augustinus uns August Augspurger, die zum Zeitpunkt seines Todes Studenten waren. August Augspurger (1620–1675) wurde ein bekannter Lyriker, Übersetzer und Epigrammatiker der Barockzeit. Er hatte aus Anlass des Todes seines Vaters ebenfalls ein Gedicht verfasst, das der besagten gedruckten Leichenpredigt beigefügt ist. Die zwei weiteren Kinder waren Anna Maria und Esther Elisabeth Augspurger, die zum Zeitpunkt des Todes ihres Vaters noch minderjährig waren.